# NGC 1404
NGC 1404 (en el centro de la imagen de la derecha) es una galaxia elíptica situada en la constelación de Fornax a una distancia aproximada de 66 millones de años luz de la Vía Láctea visible con telescopios de aficionado. Es uno de los miembros más brillantes del Cúmulo de Fornax.
Cómo sucede con otras muchas galaxias elípticas, NGC 1404 es rica en cúmulos globulares, con una población de ellos estimada en aproximadamente 725, y se ha propuesto que puede haber perdido buena parte de los que tuvo en un principio debido a interacciones gravitatorias con NGC 1399, la galaxia situada en el centro del cúmulo de Fornax (visible en la imagen de la derecha cómo la galaxia situada en la parte superior derecha), los cuales podrían haber acabado en el espacio intergaláctico del cúmulo.
También estudios realizados con ayuda del teescopio de Rayos X Chandra muestran cómo el rozamiento causado por el medio intergaláctico de Fornax al moverse a través suyo la está despojando de su gas caliente, dejando tras ella una larga estela